# Sentier de grande randonnée de pays Val de Creuse
Le sentier de grande randonnée de pays Val de Creuse ou GRP Val de Creuse est un itinéraire pédestre (GRP), long d’environ 108 km,, qui parcourt les départements de l'Indre et de la Creuse.
Il a pour point de départ et d'arrivée Argenton-sur-Creuse et il forme une boucle en passant par : Gargilesse-Dampierre, Crozant et Éguzon-Chantôme.

## Géographie
Le sentier traverse sur 81 km le département de l'Indre et sur 24 km le département de la Creuse, soit 104,5 km (liaison GRP non compté).
Son altitude maximale est à Saint-Plantaire (371 m) et sont altitude minimale est à Argenton-sur-Creuse (99 m).
Il croise ou borde les cours d'eau suivants : Creuse, Mage, Ris, Gargilesse, Sédelle et Petite Creuse.

## Itinéraire

### Communes traversées
| Nom                  | Code Insee | Intercommunalité                           | Superficie (km2) | Population (dernière pop. légale) | Densité (hab./km2) |
| -------------------- | ---------- | ------------------------------------------ | ---------------- | --------------------------------- | ------------------ |
| Argenton-sur-Creuse  | 36006      | CC Éguzon - Argenton - Vallée de la Creuse | 29,34            | 4 817 (2022)                      | 164                |
| Badecon-le-Pin       | 36158      | CC Éguzon - Argenton - Vallée de la Creuse | 9,88             | 761 (2022)                        | 77                 |
| Baraize              | 36012      | CC Éguzon - Argenton - Vallée de la Creuse | 16,39            | 357 (2022)                        | 22                 |
| Ceaulmont            | 36032      | CC Éguzon - Argenton - Vallée de la Creuse | 17,38            | 673 (2022)                        | 39                 |
| Celon                | 36033      | CC Éguzon - Argenton - Vallée de la Creuse | 17,04            | 383 (2022)                        | 22                 |
| Crozant              | 23070      | CC du Pays Dunois                          | 30,52            | 433 (2022)                        | 14                 |
| Cuzion               | 36062      | CC Éguzon - Argenton - Vallée de la Creuse | 18,45            | 474 (2022)                        | 26                 |
| Éguzon-Chantôme      | 36070      | CC Éguzon - Argenton - Vallée de la Creuse | 36,44            | 1 314 (2022)                      | 36                 |
| Fresselines          | 23087      | CC du Pays Dunois                          | 30,78            | 501 (2022)                        | 16                 |
| Gargilesse-Dampierre | 36081      | CC Éguzon - Argenton - Vallée de la Creuse | 15,72            | 267 (2022)                        | 17                 |
| Le Menoux            | 36117      | CC Éguzon - Argenton - Vallée de la Creuse | 5,58             | 412 (2022)                        | 74                 |
| Le Pêchereau         | 36154      | CC Éguzon - Argenton - Vallée de la Creuse | 20,94            | 1 781 (2022)                      | 85                 |
| Saint-Plantaire      | 36207      | CC de la Marche Berrichonne                | 34,07            | 602 (2022)                        | 18                 |

#### Passerelles
Il existe cinq liaisons permettant de rejoindre une rive à l'autre :
- Le Menoux au Multon ;
- le pont Noir (au nord du moulin de Gargilesse) ;
- le pont des Piles ;
- plage de Chambon à plage de Fougères (par bac) ;
- le pont de Crozant.

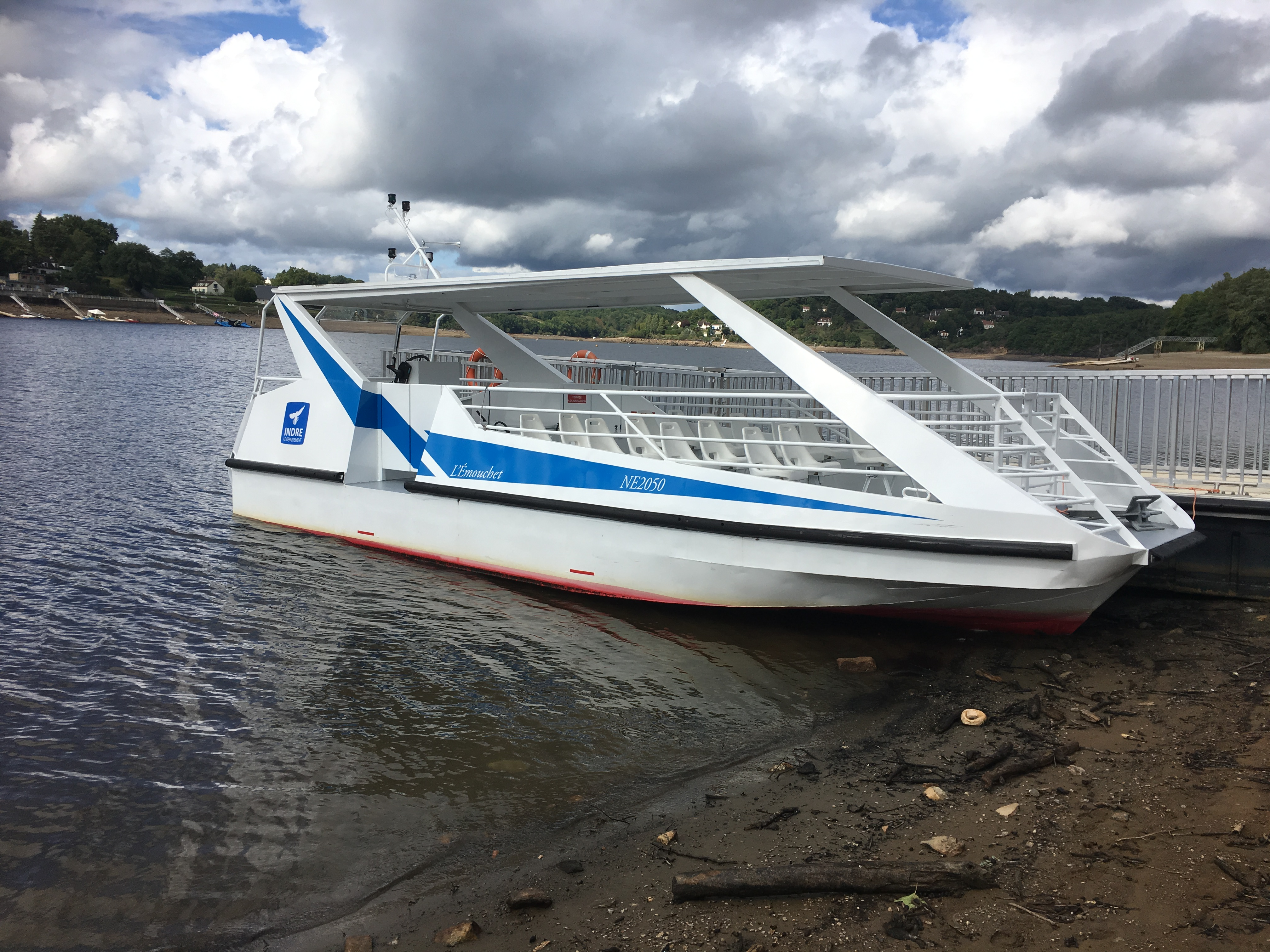
Le bac du lac de Chambon en 2017.

### Liaisons avec d'autres sentiers
Le GRP croise ou se confond avec les sentiers suivants :
- GR 654[8] ;
- PR 4 (Rive et coteaux de la Creuse[9]) ;
- PR 11 (La Boucle du Pin[10]) ;
- PR 12 (Le Rocher de la Fileuse[11]) ;
- PR 14 (Le vignoble retrouvé[12]) ;
- PR 15 (Au temps de la batteuse[13]) ;
- PR 16 (Le chemin des Gorces[14]) ;
- PR 19 (Le circuit du val de Creuse[15]) ;
- PR 21 (La vallée de l'énergie[16]).

## Tourisme
| Communes               | Lieux touristiques |
| ---------------------- | --- |

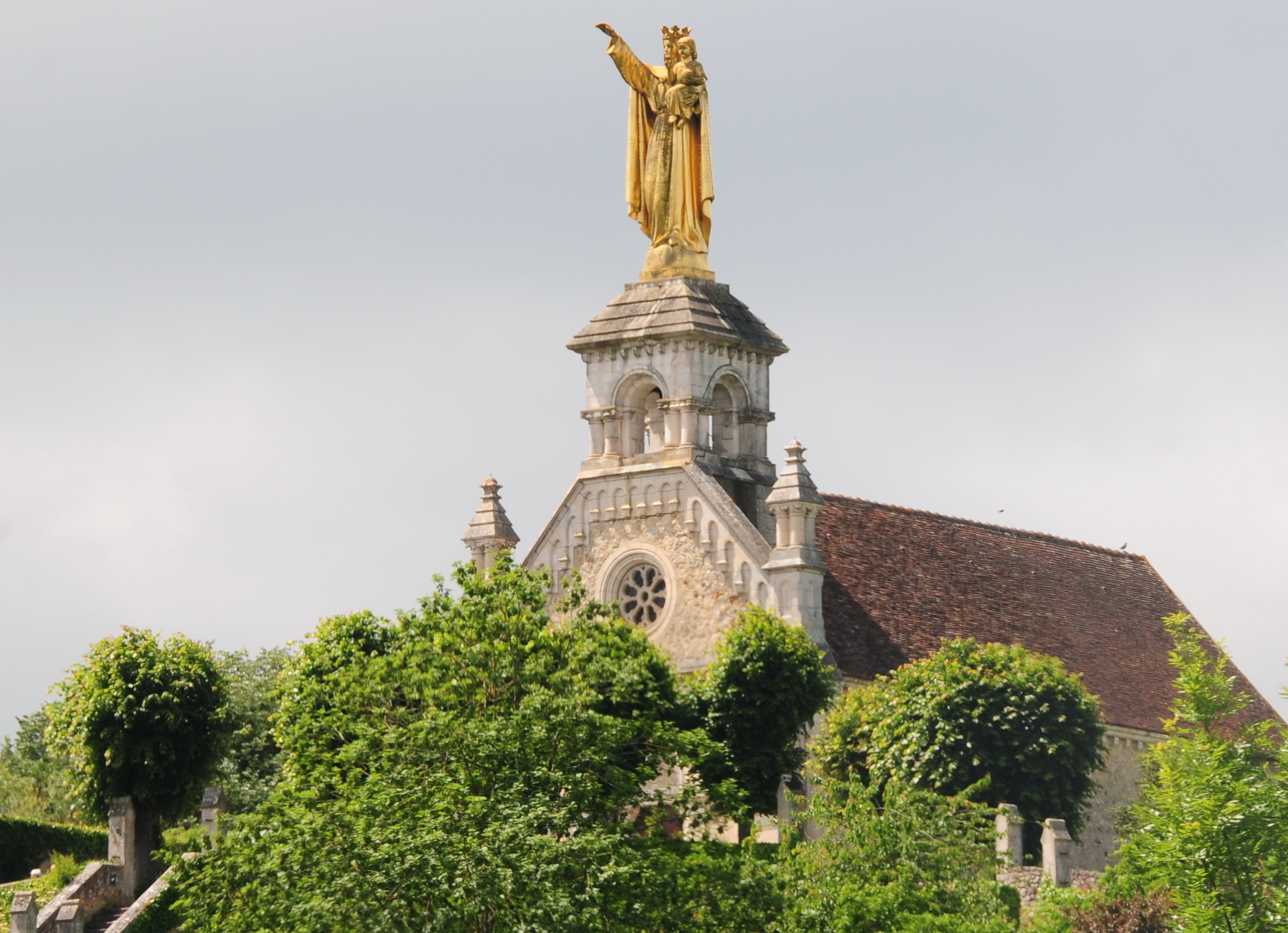
La chapelle de la Bonne-Dame d'Argenton-sur-Creuse en 2015.

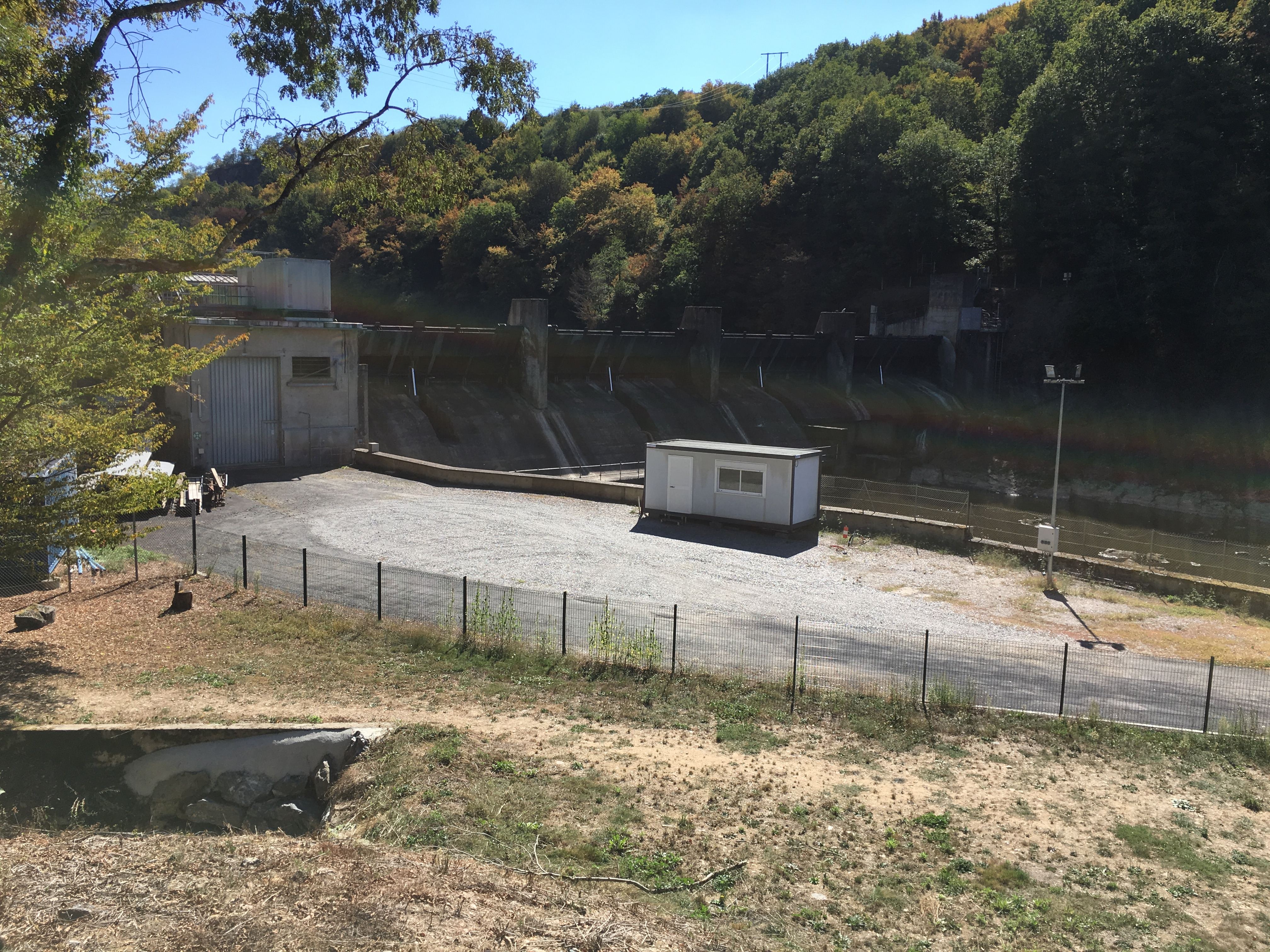
Le barrage de La Roche-Bat-L'Aigue à Badecon-le-Pin, en 2018.

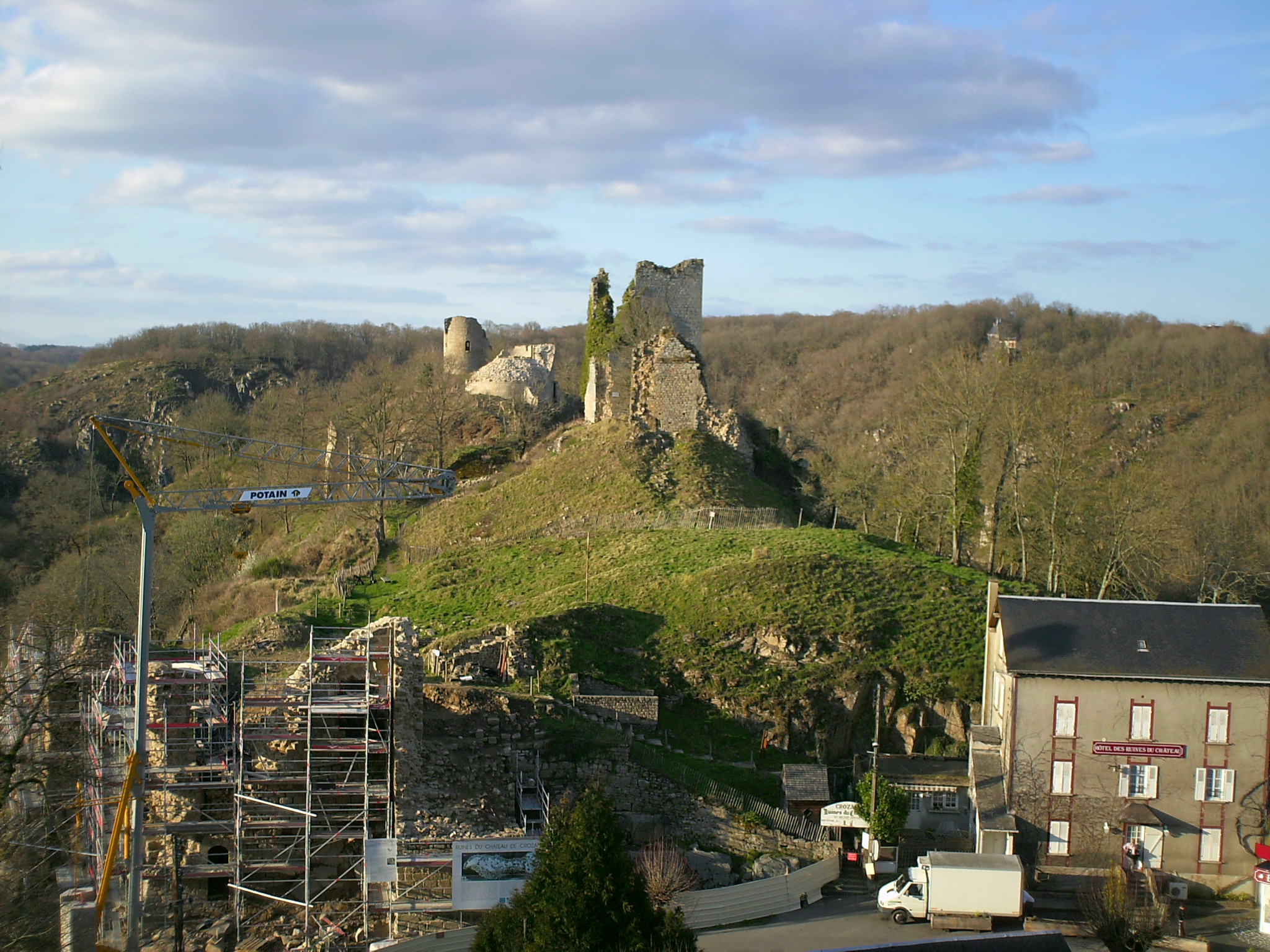
Le château de Crozant en 2008.

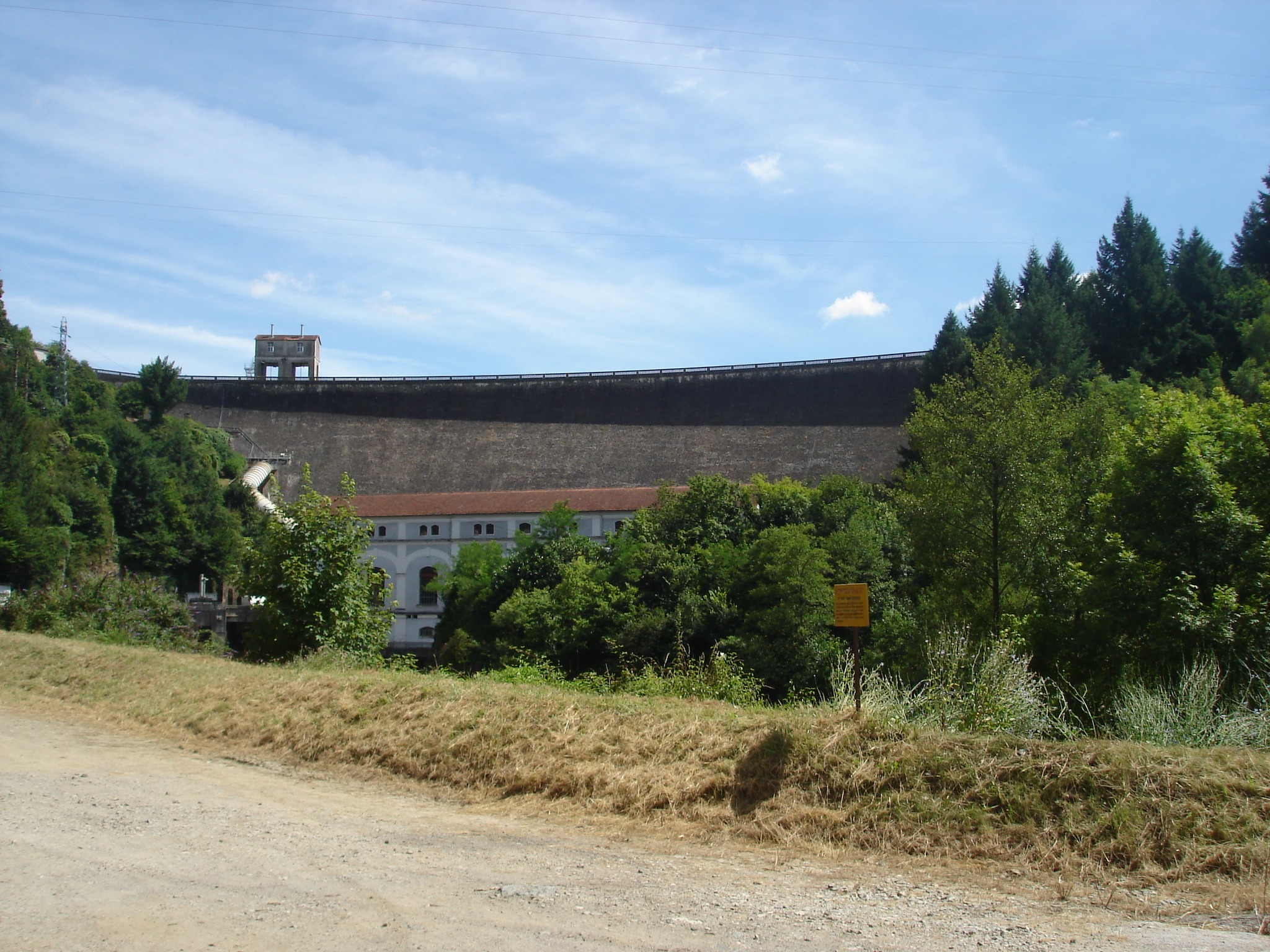
Le barrage hydroélectrique d'Éguzon en 2008.

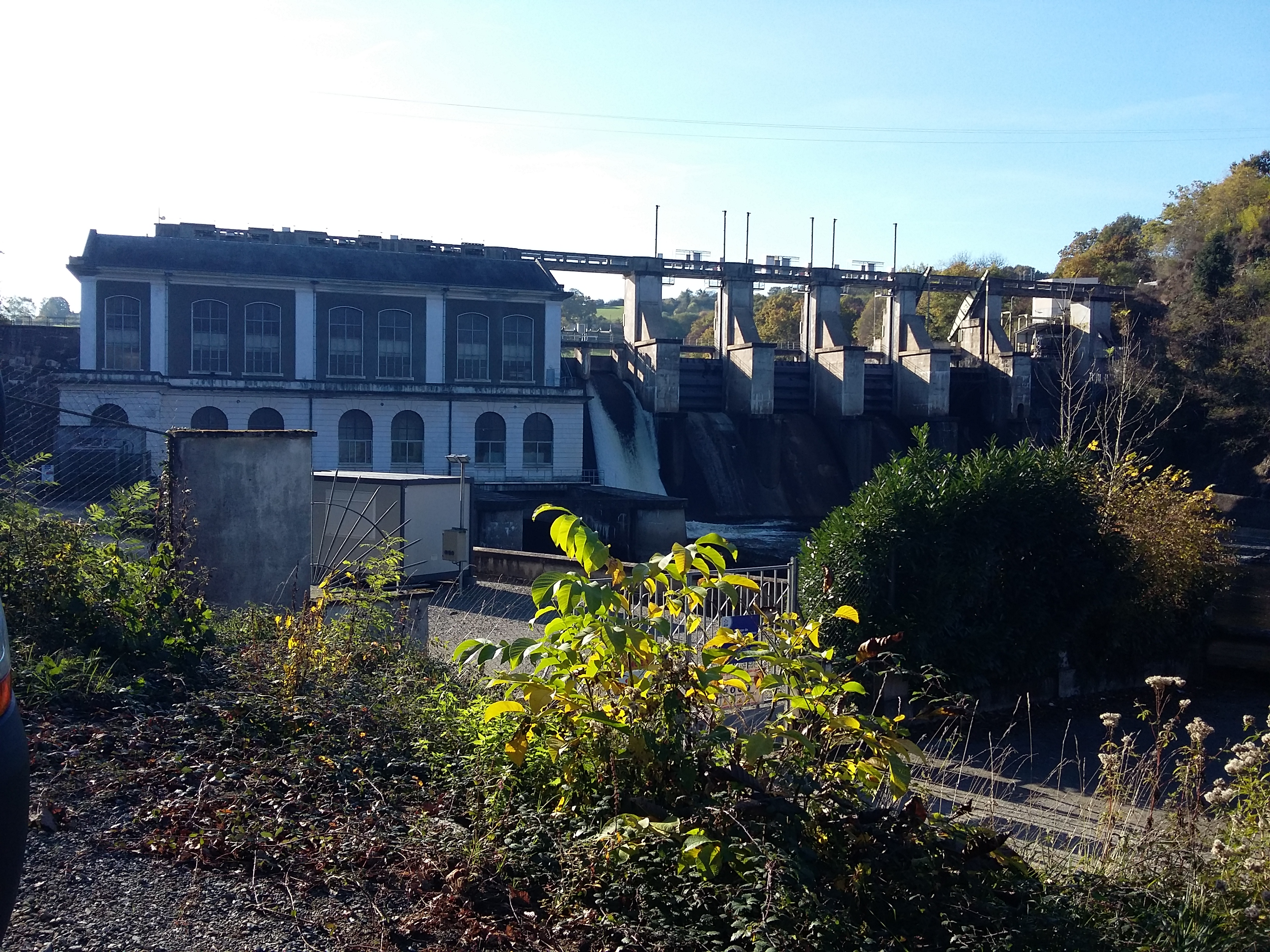
Le barrage de La Roche-au-Moine à Gargilesse-Dampierre, en 2016.

| Argenton-sur-Creuse    | Ruines du château féodal Église Saint-Sauveur Église Saint-Étienne Chapelle Saint-Benoît Chapelle de la Bonne-Dame Mémorial                                             |
| Badecon-le-Pin         | Église Barrage de La Roche-Bat-L'Aigue |
| Baraize                | Barrage de La Roche-au-Moine |
| Ceaulmont              | Église Saint-Saturnin (XIIIe siècle) Église Saint-Joseph (XIXe siècle) Chapelle (XVIIe siècle) Barrage de La Roche-Bat-L'Aigue                                          |
| Celon                  | Château de Celon (XVe siècle) Église Saint-Germain (XIVe siècle) Tumulus du Puy-de-l'Âge                                                                                |
| Crozant                | Château de Crozant Château des Places Église Saint-Étienne Le pont Charraud                                                                                             |
| Cuzion                 | Vestiges du château de Châteaubrun Barrage Lac de Chambon Plage de Bonnu                                                                                                |
| Éguzon-Chantôme        | Château d'Éguzon Église Saint-Étienne Église Saint-Antoine Barrage d'Éguzon Lac de Chambon Plage de Chambon Musée de Jeannot la bricole Musée de la vallée de la Creuse |
| Fresselines            | Église Saint-Julien de Brioude Chapelle Saint-Gilles des Forges Espace Monet-Rollinat Château de Puiguillon                                                             |
| Gargilesse-Dampierre   | Château Église Saint-Laurent-et-Notre-Dame Église Saint-Pierre Barrage de La Roche-au-Moine Maison de George Sand Musée Serge-Delaveau                                  |
| Le Menoux              | Église Notre-Dame (XIXe siècle) |
| Le Pêchereau           | Château du Haut-du-Pêchereau Château des Thibauts Château de Paumule Château du Courbat Église Chapelle de Verneuil Maison à trois carres                               |
| Saint-Plantaire        | Église Barrage Lac de Chambon Plage de Fougères |
| Indre (36) Creuse (23) | Vallée de la Creuse |